# Dolores Hidalgo
Dolores Hidalgo là một đô thị thuộc bang Guanajuato, México. Năm 2005, dân số của đô thị này là 134641 người.